# Wihr-au-Val

Wihr-au-Val este o comună în departamentul Haut-Rhin din estul Franței. În 2009 avea o populație de 1.237 de locuitori.

## Evoluția populației
| An        | 1975  | 1982  | 1990  | 1999  | 2006  | 2009  |
| --------- | ----- | ----- | ----- | ----- | ----- | ----- |
| Populație | 1.106 | 1.051 | 1.089 | 1.232 | 1.184 | 1.237 |